# CEB
CEB (от англ. Compact Electronics Bay) форм-фактор серверных материнских плат. Габариты: 305мм x 267мм(12" x 10,5").
Стандарт разработан в 2005 году совместно корпорациями Intel, Dell, IBM и Silicon Graphics, Inc. в рамках SSI Forum, последняя версия стандарта 1.1, описывается в документе «Compact Electronics Bay Specification».

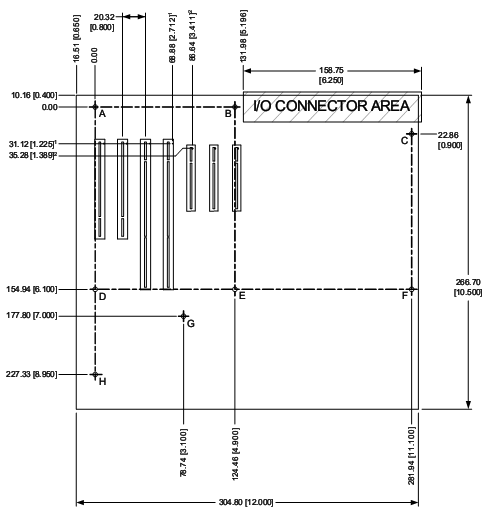

- CEB 1.0
- CEB 1.01
- CEB 1.1

## Назначение
Спецификация CEB предназначена для определения основного дизайна форм-фактора серверов и рабочих станций. Она также предоставляет дизайн-решения температурного управления и ограничения электромагнитной интерференции.
Спецификация определяет следующие свойства:
- Максимальный размер платы и расположение монтажных отверстий;
- Разводку разъёмов питания и сигнальных коннекторов;
- Размеры и расположение панели портов ввода-вывода;
- Требования для монтажа платы/процессора.

Спецификация CEB развилась из спецификаций EEB (англ. Entry-level Electronics Bay)
и ATX (форм-фактор) и решает следующие задачи:
- Поддержка двухпроцессорных решений для современных и будущих процессоров, чипсетов и стандартов модулей памяти;
- Определения разъёмов питания оптимизированных для высоковольтных и совместимых с Electronics Bay источников питания;
- Определение ограничений объёма и стратегии движения воздушных потоков, которое упрощает дизайн корпуса, устраняет проблемы взаимного влияния компонентов и помогает в обеспечении надлежащего охлаждения;
- Увеличение взаимозаменяемости плат и корпусов для уменьшения времени вывода нового изделия на рынок;
- Уменьшения стоимости материалов, производства и разработки;
- Гибкость серийного производства, позволяющая интеграторам разграничивать и добавлять компоненты в стоечные и башенные форм-факторы.

## CEB 1.1
CEB плата имеет такие же монтажные отверстия, что и ATX платы спецификации 2.2. и такой же 24-штырьковый основной разъём питания Это решение позволяет сохранить совместимость между ATX платами и серверными платформами.
Спецификация CEB включает заднюю панель портов ввода-вывода идентичную спецификации ATX
Платформа CEB соответствует философии температурного дизайна для башенных корпусов, включая в себя четыре определённых температурных зоны(части) внутри корпуса:
- Зона 1 это основная часть материнской платы включающая процессоры и модули памяти. В зависимости от конфигурации системы, эта зона может включать в себя приводы жёстких дисков. Рекомендуемое охлаждение: два 120 мм вентилятора спереди и сзади.
- Зона 2 это часть периферийных карт расширения, включает PCI и PCI Express карты, а также видеокарты. В зависимости от конфигурации системы, эта зона может включать в себя приводы жёстких дисков. Рекомендуемое охлаждение: один 92 мм или 120 мм вентилятор
- Зона 3 содержит блок питания и обычно включает такие внешние устройства как оптические приводы. Рекомендуемое охлаждение: внутренний вентилятор блока питания.
- Зона 4 состоит из индикаторов и вентиляции всего корпуса.

Функционально материнская плата разделена на две части: базовую(основную) часть, где расположены процессоры и оперативная память, и часть, где располагаются карты расширения.
Нумерация слотов для карт расширения идёт от левого края платы к правому(см. рисунок).
Дизайн расположения процессоров и нумерация слотов оперативной памяти оставлены на усмотрение производителя материнской платы.

## Интересные факты
В спецификации существует логическое противоречие, внесённое, по всей видимости, из маркетинговых соображений, а именно: несмотря на то, что спецификация предполагает свободный выбор расположения процессоров, секция «Processor Mounting Holes» носит не рекомендательный («Recommended») статус, а обязательный («Required»). Причём расстояние между отверстиями монтажа системы охлаждения процессора явно соответствует Socket 771.